# Платоновский фестиваль искусств
Платоновский фестиваль искусств — международный фестиваль искусств, ежегодно проводимый в Воронеже и названный именем Андрея Платонова — одного из наиболее самобытных русских прозаиков XX века.
Фестиваль ежегодно проходит в начале июня. В нём принимают участие артисты, музыканты, художники и литераторы из разных стран. 

## Программа
Платоновский фестиваль проводится по направлениям «Театр», «Музыка», «Выставки» и «Литература».
События фестиваля делятся на 3 программы.
- «Основная программа» включает в себя признанные шедевры, получившие высокую оценку профессионального сообщества.
- «Программа актуального искусства» является площадкой для демонстрации творческих экспериментов.
- «Платоновская программа» состоит из произведений, созданных на основе платоновского литературного наследия либо посвященных творчеству писателя.

Помимо традиционных для большинства форумов искусств форматов (концерты, показы спектаклей, выставки и встречи с литераторами), особое место в программе Платоновского фестиваля занимают специальные проекты:
- Фестиваль уличных театров — самый масштабный и яркий проект фестиваля, в котором принимают участие российские и зарубежные артисты, акробаты, танцоры, ходулисты и музыканты.
- На Книжной ярмарке, которая в течение нескольких дней располагается на одной из площадей города, представлены книги независимых издательств. В рамках ярмарки проходят творческие встречи и лекции с участием ведущих российских литераторов, а также работает детский шатер, в котором ежедневно проводятся интерактивные игры, викторины и мастер-классы для детей.
- Концерты в парке Дворцового комплекса Ольденбургских — самое светское событие фестиваля, опен-эйр у стен Дворца Ольденбургских в Рамони

- Эстафета-чтение собирает на открытой сцене Советской площади любителей творчества Платонова. Участники эстафеты (воронежские политики, бизнесмены, деятели культуры, а также горожане, подавшие заявку через интернет, и гости фестиваля) в течение нескольких часов по очереди читают отрывки из произведений Андрея Платонова.
- Музыка мира в Белом колодце - один из самых ярких и масштабных концертов фестиваля, объединяющий несколько тысяч человек на пляже у живописного озера в окружении меловых холмов под Воронежем.
- Музыкальный опен-эйр с участием современных групп, ориентирован на молодую аудиторию.

Программа бесплатных мероприятий включает в себя концерты и спектакли российских и зарубежных артистов на открытых площадках. Также на фестивале проводятся бесплатные лекции, мастер-классы, семинары и открытые репетиции.
Платоновская премия в области литературы и искусства ежегодно вручается российским или зарубежным деятелям литературы и искусства за создание выдающихся произведений и значительный вклад в культурное достояние России. Размер премии составляет 1 000 000 рублей.

## Участники фестиваля
В рамках программы «Академическая музыка» в Воронеже дважды выступил Михаил Плетнев — как дирижёр Российского национального оркестра (2013) и с сольным концертом (2014). На фестивальных площадках прошли концерты Юрия Башмета и симфонического оркестра «Новая Россия», Гидона Кремера и оркестра «Кремерата Балтика», Ансамбля солистов Берлинской филармонии, Камерного оркестра «CHAARTS» из Швейцарии, Ансамбля «Студия Новой Музыки», Квартета имени Бородина и «Копельман-квартета», а также Миши Майского, Бориса Березовского, Юлиана Рахлина, Фредерика Кемпфа, Давида Герингаса, Александра Князева, Вадима Репина, Антона Батагова, Люка Дебарга и других исполнителей.
Раздел «Музыка мира» представил фестивальной публике таких музыкантов, как Алим Гасымов (Азербайджан), Лакшминараяна Субраманиам (Индия), Рокиа Траоре (Мали), Криштина Бранку (Португалия), Марлен Дорсена (Гаити), и коллективы «Хуун-Хуур-Ту» (Тува), «Mostar Sevdah Reunion» (Босния и Герцеговина) и «Лойко» (Россия). Выступления Рокии Траоре и «Mostar Sevdah Reunion» на Платоновском фестивале стали их премьерой в России.
Театральная программа Платоновского фестиваля включала в себя спектакли Филиппа Жанти, Эймунтаса Някрошюса, Алвиса Херманиса, Жозефа Наджа, Миндаугаса Карбаускиса, Резо Габриадзе, Льва Додина, Римаса Туминаса, Оскараса Коршуноваса, Сергея Женовача, Юрия Бутусова, Антона Адасинского, Виктории Тьере-Чаплин и других режиссёров. В рамках театральной программы фестиваля состоялось немало российских премьер — впервые в России были показаны «Миранда» литовского Театра Оскараса Коршуноваса, «Песнь о Матери и Отчизне» Театра Польского из Вроцлава, спектакль-кабаре "В баре «У крокодила» Ральфа Райхеля, моноспектакль «Без названия» Славы Даубнеровой.
Искусство хореографии было представлено балетами Начо Дуато, Иржи Килиана, Йормы Эло, Охада Наарина. Спектакли «Дафнис и Хлоя» и «Весна священная» в постановке Национального хореографического центра Гренобля, «Устрица» израильской компании «Инбаль Пинто и Авшалом Поллак дэнс компани», «Неподвижный поток» Рассела Малифанта были впервые показаны в России на Платоновском фестивале.
В рамках литературной программы состоялись творческие встречи с российскими писателями и поэтами, среди которых Алексей Варламов, Виктор Ерофеев, Захар Прилепин, Евгений Гришковец, Дмитрий Быков, Сергей Гандлевский, Лев Рубинштейн, Павел Басинский, Марина Москвина, Вера Павлова, Владимир Шаров, Юрий Нечипоренко и другие.
Прошли выставки из собраний Государственной Третьяковской галереи, Политехнического музея, Курской картинной галереи им. А. А. Дейнеки, Театрального музея им. А. А. Бахрушина и других музеев. Состоялись персональные выставки Александра Дейнеки, Ирины Затуловской, Юрия Петкевича, Леонида Тишкова, Эмиля Капелюша и Лазаря Гадаева, прошла крупная выставка русского авангарда, объединившая работы из фондов пяти провинциальных музеев России.

### Лауреаты Платоновской премии
- писатель Борис Екимов (2011)
- художественный руководитель Малого драматического театра — Театра Европы Лев Додин (2012)
- художественный руководитель и главный дирижёр Российского национального оркестра Михаил Плетнев (2013)
- художник Александр Петров (2014)
- писатель Андрей Битов (2015)[2]
- режиссёр Александр Сокуров (2016)
- писатель Алексей Иванов (2017)
- режиссер Анатолий Васильев и актриса Алла Демидова (2018).
- художник и писатель Эдуард Кочергин (2019)
- театральный режиссёр Михаил Бычков (2020)
- композитор Леонид Десятников (2021)
- литературовед Корниенко, Наталья Васильевна (2024)

## Отзывы
- «Платоновский фестиваль — очень мощный, один из лучших или даже лучший в России по программе»[3], «Не я „Платоновский фестиваль“ придумал, я всего лишь компетентный эксперт, который утверждает, что это лучший провинциальный фестиваль в России, и я счастлив, что живу в городе, в котором есть такое мероприятие»[4] — Эдуард Бояков, театральный продюсер и режиссёр, создатель фестиваля «Золотая маска», художественный руководитель театра «Практика» (до 2013 года), ректор Воронежской академии искусств,
- «Платоновский фестиваль в Воронеже — уникальное явление на российском культурном ландшафте. Это грамотно, умно и креативно освоенный Воронежем собственный бренд»[5], — Александр Вислов, театровед, преподаватель ГИТИСа, многократный эксперт «Золотой маски»,
- «От многих уважаемых мною людей в Москве я слышала, что Платоновский фестиваль в Воронеже — аналог известного Зальцбургского, только в Восточной Европе»[6], — Яффа Оливицки, атташе по культуре посольства Израиля в России,
- «Театром, музыкой, литературой и изобразительным искусством охвачен весь миллионник, включая скверы и парки, где играют оркестры, центральную площадь, на которой три дня проходила книжная ярмарка крупнейших российских издательств и на которой десятки известных людей, включая губернатора Алексея Гордеева, в течение пяти (!) часов по очереди читали платоновского „Сокровенного человека“… фестиваль устроен как-то тотально, мимо не может пройти никто, и даже уличные репродукторы настигают тебя информацией о бесплатных концертах… грандиозный Платоновский фестиваль»[7], — Марина Дмитревская, театральный критик, театровед, профессор кафедры русского театра СПбГАТИ, главный редактор «Петербургского театрального журнала»,
- «Фестиваль — большой, с концертами, в которых принимают участие целые оркестры и приезжие хоры, со спектаклями из среднего, то есть не самого далекого, но и не самого ближнего зарубежья. С книжной ярмаркой и литературными чтениями: прямо на площади известные писатели, актеры и даже воронежский губернатор читали отрывки из прозы Платонова пять часов подряд, передавая книгу из рук в руки. С именами — например, театральную афишу открыли спектакли Льва Додина „Жизнь и судьба“, за ними играли поляк Ян Клята и Театр Оскараса Коршуноваса из Литвы. Все это придумал Михаил Бычков, один из самых известных режиссёров русской провинции, основатель и бессменный руководитель Воронежского камерного театра»[8], — Григорий Заславский, заведующий отделом культуры «Независимой газеты».